# إيرينا خروماتشيفا
إيرينا خروماتشيفا (الروسية: Хромачёва, Ирина Павловна) مواليد 12 مايو 1995 في موسكو، هي لاعبة كرة مضرب روسية تلعب باليد اليسرى وتحتل حالياً المرتبة 172 (07 مارس 2016) في تصنيف رابطة محترفات كرة المضرب. هي إحدى بطلات الجراند سلام. أعلى تصنيف لها في الفردي كان 165. أعلى تصنيف لها في الزوجي كان 137.

## الخط الزمني للأداء
مفتاح
| ف | ن | ن.ن | ر.ن | د# | د.م | ل | أ.أ | ت | غ | ب | ف | ذ | م.خ | ل.ت |

(ف) فاز بالبطولة (ن) وصل النهائي (ن.ن) نصف النهائي (ر.ن) ربع النهائي (د#) الأدوار الأربعة الأولى (د.م) دور المجموعات (ل) شارك في كأس ديفيز (أ.أ) خرج من الأدوار الاولى (ت) خسر التصفيات التأهيلية (غ) غاب عن الحدث أو البطولة (ب) حصل على ميدالية برونزية (ف) حصل على ميدالية فضية (ذ) حصل على ميدالية ذهبية (م.خ) بطولة الماسترز خُفضت إلى مرتبة أقل (ل.ت) البطولة لم تعقد في السنة المعينة.
لتجنب الارتباك وازدواجية الحساب، يتم تحديث هذه المعلومات إما في نهاية البطولة، أو عندما تكون مشاركة اللاعب في البطولة قد انتهت.

### نهائي جراند سلام للناشئين
| الحصيلة | السنة | الدورة         | الأرضية | المنافس    | النقاط        |
| الوصافة | 2011  | بطولة ويمبلدون | عشبية   | أشلي بارتي | 5–7, 6–7(3–7) |

## وصلات خارجية
- إيرينا خروماتشيفا على موقع رابطة محترفات التنس (الإنجليزية)
- إيرينا خروماتشيفا على موقع الاتحاد الدولي لكرة المضرب (الإنجليزية)
- إيرينا خروماتشيفا على موقع كأس بيلي جين كينغ (الإنجليزية)
- إيرينا خروماتشيفا على موقع بطولة ويمبلدون (الإنجليزية)
- إيرينا خروماتشيفا على موقع خلاصة التنس.كوم (الإنجليزية)
- إيرينا خروماتشيفا على موقع إي إس بي إن.كوم (الإنجليزية)

- الموقع الرسمي